# Bouvardia longiflora
Bouvardia longiflora är en måreväxtart som först beskrevs av Antonio José Cavanilles, och fick sitt nu gällande namn av Carl Sigismund Kunth. Bouvardia longiflora ingår i släktet Bouvardia och familjen måreväxter. Inga underarter finns listade i Catalogue of Life.